# Nervus ethmoidalis posterior
A nervus ethmoidalis posterior egy apró ideg, mely a nervus nasociliaris leágazása. A foramen ethmoidale posterius keresztül fut az arteria ethmoidalis posteriorral (pontos kép nem áll rendelkezésre).
A sinus sphenoidalis-ból és a rostasejtekből visz információt.
A párja a nervus ethmoidalis anterior.

## Külső hivatkozások
- Leírás
- Kép
- Képek, leírások
- Képek Archiválva 2020. február 13-i dátummal a Wayback Machine-ben